# 松森彩夏
松森 彩夏（まつもり あやか、1994年5月19日 - ）は、東京都出身の、日本の女子プロゴルファー。所属はスターツ。妹の松森杏佳もプロゴルファー。

## 人物・来歴
祖父・堤亘正(のぶまさ)の勧めで4歳からゴルフを始める。
日本大学高等学校卒業。ティーチングプロの青山裕美に師事したことから、江連忠の孫弟子にあたる。
2011年6月、初めてJLPGAツアー(リゾートトラストレディス)にアマチュアで出場したが予選落ち(スコア+13、106位)した。
2013年、プロテストに15位タイで合格（85期生）。
2014年、ステップアップツアーでは6位タイが2回。レギュラーツアーでは出場9試合中5試合で予選通過、この年の年間獲得賞金ランキング第111位。ファイナルQTで11位に入り翌年の出場権を得た。
2015年、フジサンケイレディスクラシック、マンシングウェアレディース東海クラシックの2戦で2位タイに入るなど、5戦でトップ10入り。獲得賞金を大幅に上げ、年間獲得賞金ランキング第40位、初のシード権を得た。
2016年、10月の富士通レディースにてプロ4年目にして念願のツアー初優勝を果たした。賞金ランキング15位で2年連続シード権獲得。
2017年1月12日、前年のツアー初優勝等が評価され、ささきしょうこ、堀琴音とともに、GTPAルーキー・オブ・ザ・イヤーを受賞した。
2017年シーズン途中から持病の左手親指痛が悪化したことなどが原因で、翌シーズンのシード権を逃した。また、10月にフロリダで開催される2018年シーズンの米女子ツアー出場権をかけた2次予選会(セカンドQT)の出場を見送った。その後成績は低迷した。
2019年、辻村明志を師とし、team24の一員として始動した。
2022年、第40回フジサンケイレディスクラシックにおいて2017年シーズン以来、5年振りにJLPGAツアーのトップ10入りを果たした（10位）。
2023年12月16日、自身のInstagramにてプロサッカー選手の吉野恭平（横浜FC）と婚姻したことを明らかにした。

2025年4月15日、自身のInstagramにて第1子妊娠を明らかにした。

## 戦績

### LPGAツアー
- 2015年全米女子オープン[9]
  - 初日：1バーディー6ボギー　スコア75
  - 二日目：7ボギー2ダブルボギー　スコア81
  - 通算16オーバー(予選落ち)
- 2016年全米女子オープン[10]
  - 初日：2バーディー8ボギー　スコア78
  - 二日目：2バーディー3ボギー　スコア73
  - 通算7オーバー(予選落ち)

### JLPGAツアー
| 開催日 | 開催日         | トーナメント名                                         | 順位 | 順位 | 順位 | 順位 | 順位 | 優勝者         | 会場                                          |
| 開催日 | 開催日         | トーナメント名                                         | 最終 | 1R   | 2R   | 3R   | 4R   | 優勝者         | 会場                                          |
| ------ | -------------- | ------------------------------------------------------ | ---- | ---- | ---- | ---- | ---- | -------------- | --------------------------------------------- |
| 2015年 | 4月24日～26日  | フジサンケイレディスクラシック                         | 2T   | 1    | 3T   | 2T   | －   | 藤田光里       | 川奈ホテルゴルフコース富士コース(静岡県)      |
| 2015年 | 5月29日～31日  | リゾートトラストレディス                               | 7T   | 33T  | 36T  | 7T   | －   | テレサ・ルー   | メイプルポイントゴルフクラブ(山梨県)          |
| 2015年 | 6月19日～21日  | ニチレイレディス                                       | 7T   | 10T  | 3T   | 7T   | －   | 申 ジエ        | 袖ヶ浦カンツリークラブ新袖コース(千葉県)      |
| 2015年 | 9月18日～20日  | マンシングウェアレディース東海クラシック               | 2T   | 1T   | 6T   | 2T   | －   | キム ハヌル    | 新南愛知カントリークラブ美浜コース(愛知県)    |
| 2015年 | 9月25日～27日  | ミヤギテレビ杯ダンロップ女子オープンゴルフトーナメント | 9T   | 18T  | 12T  | 9T   | －   | 表 純子        | 利府ゴルフ倶楽部(宮城県)                      |
| 2016年 | 3月3日～6日    | ダイキンオーキッドレディスゴルフトーナメント           | 3T   | 1    | 1T   | 2T   | 3T   | テレサ・ルー   | 琉球ゴルフ倶楽部(沖縄県)                      |
| 2016年 | 4月22日～24日  | フジサンケイレディスクラシック                         | 7T   | 31T  | 17T  | 7T   | －   | 大山 志保      | 川奈ホテルゴルフコース 富士コース(静岡県)     |
| 2016年 | 7月29日～31日  | 大東建託・いい部屋ネットレディス                       | 9T   | 19T  | 14T  | 9T   | －   | ささきしょうこ | 鳴沢ゴルフ倶楽部(山梨県)                      |
| 2016年 | 10月7日～9日   | スタンレーレディスゴルフトーナメント                   | 7T   | 14T  | 7T   | 中止 | －   | アン ソンジュ  | 東名カントリークラブ(静岡県)                  |
| 2016年 | 10月14日～16日 | 富士通レディース                                       | 1    | 30T  | 3    | 1    | －   | 松森 彩夏      | 東急セブンハンドレッドクラブ 西コース(千葉県) |
| 2016年 | 10月20日～23日 | NOBUTA GROUP マスターズGCレディース                    | 4T   | 5T   | 5T   | 4T   | 4T   | 全 美貞        | マスターズゴルフ倶楽部(兵庫県)                |
| 2017年 | 4月21日～23日  | フジサンケイレディスクラシック                         | 3T   | 4T   | 4T   | 3T   | －   | 吉田 弓美子    | 川奈ホテルゴルフコース 富士コース(静岡県)     |
| 2017年 | 5月26日～28日  | リゾートトラスト レディス                              | 7T   | 46T  | 9T   | 7T   | －   | 姜 秀衍        | オークモントゴルフクラブ(奈良県)              |
| 2022年 | 4月22日～24日  | 40th フジサンケイレディスクラシック                    | 10T  | 2T   | 3T   | 10T  | －   | 高橋 彩華      | 川奈ホテルゴルフコース 富士コース(静岡県)     |

| シーズン  | ①賞金ランキング   | ②メルセデスランキング | ③平均ストローク | 各ランキング1位(女王)                        |
| --------- | ----------------- | --------------------- | --------------- | -------------------------------------------- |
| 2014年    | 111位(¥1,917,000) | 120位(23.00pt)        | 74.3478(--位)   | ①アン ソンジュ ②アン ソンジュ ③アン ソンジュ |
| 2015年    | 40位(¥23,983,627) | 41位(168.00pt)        | 73.3085(57位)   | ①イ ボミ ②イ ボミ ③イ ボミ                   |
| 2016年    | 15位(¥52,084,177) | 22位(274.50pt)        | 71.8866(15位)   | ①イ ボミ ②イ ボミ ③イ ボミ                   |
| 2017年    | 66位(¥15,757,100) | 64位(131.00pt)        | 73.2854(66位)   | ①鈴木 愛 ②鈴木 愛 ③申 ジエ                   |
| 2018年    | 89位(¥6,142,571)  | 83位(93.00pt)         | 73.9214(87位)   | ①アン ソンジュ ②申 ジエ ③鈴木 愛             |
| 2019年    | 105位(¥4,674,428) | 112位(51.50pt)        | 73.5582(--位)   | ①鈴木 愛 ②渋野 日向子 ③申 ジエ               |
| 2020-21年 | 98位(¥8,524,519)  | 94位(142.60pt)        | 73.7452(84位)   | ①稲見 萌寧 ②古江 彩佳 ③稲見 萌寧             |
| 2022年    | 104位(¥6,543,333) | 98位(123.73pt)        | 73.5434(90位)   | ①山下 美夢有 ②山下 美夢有 ③山下 美夢有       |
| 2023年    | 127位(¥1,632,750) | 125位(25.95pt)        | 74.6176(--位)   | ①山下 美夢有 ②山下 美夢有 ③山下 美夢有       |

## メディア出演
- 2017年とんねるずのスポーツ王は俺だ！（テレビ朝日、2017年1月2日）
- 古閑美保のゴルフチャレンジアスリート（BSフジ、2019年4月13日 - 全5回）

## エピソード
- 2016年11月に開催された伊藤園レディスゴルフトーナメントの初日の18番ホールにおいてグリーンに乗ったボールを拭いてもらうためにキャディに投げ渡したところ、キャディがそれに気がつかず頭にはねてグリーン脇の池に堕ちてロストボールとなった(2打罰)。結局このホールはダブルボギーとなり、初日31位タイと出遅れた(最終成績は21位タイ)[11]。
- 2017年4月に開催されたフジサンケイレディスクラシックでは、妹の松森杏佳とともに最終日に4バーディ3ボギーの71で回り、通算8アンダーの3位タイでホールアウトした。姉妹そろっての同一週、同一大会のトップ3入りはツアー史上初めてである[12]。
- 2017年5月のほけんの窓口レディース初日は、前週のワールドレディスチャンピオンシップサロンパスカップで日本デビューしスタイルとファッションで脚光を浴びたアン・シネ、前シーズン賞金女王で二年連続を狙う人気ゴルファーのイ・ボミとの3人のペアリングとなり[13]ギャラリーが殺到したが、初日は荒天となり1番ホールの途中で中断となった[14]。
- 2019年、当時アマチュアだった吉田優利は、以前からドライバーを変えたいという希望はあったものの自分に合うクラブに巡り会えずにいたが、松森彩夏が使用していたものを借りて3球試し打ちをして即決し、直後のワールドレディスチャンピオンシップサロンパスカップで5位に入りベストアマチュアとなった(優勝は渋野日向子、松森彩夏は欠場)[15]。
- 2022年シーズン序盤はJLPGAツアー7試合中6試合で予選落ちを喫したが、8戦目のフジサンケイレディスクラシックでは、1歳下の妹・松森杏佳にキャディーを任せた結果、5年振りに10位に食い込んだ[16]。
- 2022年8月に札幌国際カントリークラブで開催された北海道meijiカップ開催中に行われたイベント“「きのこの山」「たけのこの里」北海道食べ方大調査”において、申ジエや菊地絵理香らとともにきのこの山派に投票した[17]。